# Hermann H. Swalve
Hermann H. Swalve (* 6. Juni 1957 in Hage, Ostfriesland) ist ein deutscher Tierzuchtwissenschaftler und Professor i. R. für Tierzucht an der Martin-Luther-Universität Halle-Wittenberg.

## Leben und Wirken
Hermann Heinrich Swalve wurde in Ostfriesland geboren und stammt aus einem landwirtschaftlichen Gemischtbetrieb mit Milchrinderhaltung. Er studierte ab 1977 an der Georg-August-Universität Göttingen Agrarwissenschaften und schloss hier 1981 als Dipl.-Ing. agr. ab. Es folgte ein Aufbaustudium am dortigen Institut für Tierzucht und Haustiergenetik und 1984 – unter Betreuung von Peter Glodek – die Promotion zum Dr. sc. agr. Anschließend erhielt Swalve in Anerkennung als bester Postdoktorand einen ersten Studien- und Forschungsaufenthalt an der Cornell University (Ithaca, New York, USA) und dabei Einblicke in neue mathematische Methoden zur Zuchtwertschätzung (bei Van Vleck). Von 1985 bis 1999 war er wissenschaftlicher Mitarbeiter (später Akademischer Rat, wissenschaftlicher Assistent, dann Oberassistent) am Göttinger Institut mit den beiden Professuren für Haustiergenetik sowie Tierzucht / Tierhaltung und befasste sich weiter mit der Zuchtwertschätzung. Dazu erhielt er wertvolle Impulse durch Studien in Frankreich (1989) und Australien (1992 bei Hammond). 1995 erfolgte in Göttingen seine Habilitation für das Fach Tierzucht.
1999 wurde Swalve Forschungsbereichsleiter Genetik und Biometrie am Forschungsinstitut für die Biologie landwirtschaftlicher Nutztiere (FBN) in Dummerstorf bei Rostock. 2002 erhielt er den Ruf als C4-Professor für Tierzucht am damaligen Institut für Tierzucht und Tierhaltung mit Tierklinik der landwirtschaftlichen Vollfakultät, ab Oktober 2006 (als ord. Professor) am Institut für Agrar- und Ernährungswissenschaften der Naturwiss. Fakultät III der MLU Halle-Wittenberg. Dazu kam noch ein Lehrauftrag für Tierzucht an der Veterinärmedizinischen Fakultät der Universität Leipzig.

## Würdigung
Swalve befasste sich vor allem mit Fragen der Populationsgenetik sowie mit Modellen und Verfahren zur Zuchtwertschätzung bei den wichtigen Nutztieren. Dabei baute er ein Netzwerk von Rinderzuchtbetrieben in Mecklenburg-Vorpommern und Brandenburg auf, um Laktationskurvenverläufe, Totgeburten und Kälbersterblichkeit zu analysieren. Die größte Leistung war die Ende der 1990er Jahre erfolgte Implementierung testherdenähnlicher Strukturen in der Milchrinderzucht mit der Dokumentation von Gesundheitsdaten in ausgewählten Großbetrieben und der dadurch möglichen Phänotypisierung von Diagnosen. Das konnte später mit der engmaschigen Typisierung in der weltweit ersten großen Kuh-Lernstichprobe mit mehr als 20.000 einbezogenen Holstein-Rind-Kühen verknüpft werden und ermöglichte die zeitnahe Einführung der nationalen deutschen Zuchtwertschätzung und genomischen Selektion für Gesundheitsmerkmale (z. B. bei den Klauenkrankheiten Dermatitis Digitalis und Limax). Außerdem betreute er bereits zu Beginn der 1990er Jahre die Einführung der Exterieur-Zuchtwertschätzung in der Osnabrücker Herdbuchgesellschaft unter Einbeziehung neuer Merkmale des Tierverhaltens bei Anwendung automatischer Melksysteme.
Aktuelle Schwerpunkte sind Verfahren der Zuchtwertschätzung und Zuchtplanung für landw. Nutztiere mit Schwerpunkten bei Milchrindern und Reitpferden, die Erarbeitung von Phänotypen für die Leistungsprüfung von funktionalen Merkmalen und Gesundheitskriterien bei Milchrindern sowie die Aufklärung der molekularen Hintergründe für Gesundheitsmerkmale bei Milchrindern. Dazu laufen in Lehre und Forschung durch Drittmittel geförderte konkrete Programme. Swalve betreute fast 40 Promotionen und organisierte mit den World Congress on Genetics Applied to Livstock Production (WCGALP) 2010 in Leipzig mit mehr als 1400 Teilnehmern. Bei scholar.google.de sind 247  wissenschaftliche Veröffentlichungen aufgeführt, die bisher 3093-mal zitiert wurden (h-index 32; Stand 6. Juni 2024).

## Ehrenämter und Ehrenämter
Ehrenämter
- 1999–2006 Animal Science (Edinburgh), Acting Editor
- Seit 2000 Mitglied des Redaktionskollegiums beim „Archiv für Tierzucht“ (Dummerstorf),
- 2004–2021 Vorsitzender der Projektgruppe für Genetisch-Statistische Methoden der DGfZ
- Vertreter der DGfZ in der Kommission für Haustiergenetik der Europäischen Vereinigung un für Tierproduktion (EVT)
- Prodekan der landw. Fakultät der MLU Halle-Wittenberg
- Seit Juni 2013 Direktor des Institutes für Agrar- und Ernährungswissenschaften an der Martin-Luther-Universität Halle-Wittenberg
- 2014–2018 Präsident des „World Congress on Genetics Applied to Livestock Production (WCGALP)“
- 2014–2018 Präsident des „Permanent International Committee“ des WCGALP

Ehrung
- September 2022 Auszeichnung mit der Hermann-von-Nathusius-Medaille der Deutsche Gesellschaft für Züchtungskunde (DGfZ)[3]

## Publikationen (Auswahl)
- Modellierung von Zeitgefährtengruppen in Zuchtwertschätzungsverfahren.
- Untersuchungen zur Anwendung der Verwandtschaftsmatrix bei der Zuchtwertschätzung nach der BLUP-Methode. Diss. Gött., 1984, 104 S.
- Der Einfluss von Testtagsmodellen auf die Schätzung von genetischen Parametern und Zuchtwerten für Milchertragsmerkmale. Habil.-Schr. Göttingen, 1995.
- Testtagsmodelle in der Analyse von Milchproduktionsdaten – ein Rückblick. In: Archiv für Tierzucht, 1995.
- Theoretische Grundlagen und Berechnungsmethoden für verschiedene genetische Bewertungsmodelle je Testtag. In: Journal of Dairy Science, Band 83, Heft 5, 2000, 115–124.
- Grundlagen der quantitativen Genetik. Mit Lutz Schüler und Kay-Uwe Götz, Stuttgart 2002, 352 S. (Ulmer Reihe bei UTB).
- Testherden in Zuchtprogrammen für Milchrinder. 1. Mitteilung: Allgemeine Überlegungen. Mit. Sven König. In: Züchtungskunde 79, 2007, 249–262.
- Dergl.: 2. Mitteilung: Strategien zur Findung von Testherden, In: Züchtungskunde, 80, 2008, 114–126.